# Faustino Bordiga
Faustino Bordiga (ur. 26 stycznia 1969 w Trydencie) – włoski biegacz narciarski, zawodnik klubu G.S. Fiamme Oro.

## Kariera
W Pucharze Świata Faustino Bordiga zadebiutował 13 grudnia 1995 roku w Brusson, zajmując 39. miejsce na dystansie 15 km techniką dowolną. Nigdy jednak nie zdobył pucharowych punktów i nie był uwzględniany w klasyfikacji generalnej. Startował także w zawodach cyklu FIS Marathon Cup, zajmując między innymi piąte miejsce w klasyfikacji generalnej sezonu 2000/2001. Wtedy też wywalczył swoje jedyne podium - 24 lutego 2001 roku był trzeci w amerykańskim maratonie American Birkebeiner, wyprzedzili go jedynie jego rodak Gianantonio Zanetel i Francuz Stéphane Passeron. Nigdy nie wystąpił na igrzyskach olimpijskich ani mistrzostwach świata. W 2005 roku zakończył karierę.

## Osiągnięcia

### Puchar Świata

#### Miejsca w klasyfikacji generalnej
- sezon 1999/2000: -

#### Miejsca na podium
Bordiga nigdy nie stał na podium indywidualnych zawodów Pucharu Świata.

### FIS Marathon Cup

#### Miejsca w klasyfikacji generalnej
- sezon 2000/2001: 5.
- sezon 2001/2002: 10.
- sezon 2002/2003: 13.
- sezon 2003/2004: 34.
- sezon 2004/2005: 86.

#### Miejsca na podium
| Nr | Dzień     | Rok  | Zawody               | Dystans               | Czas biegu | Strata | Pozycja | Zwycięzca           |
| -- | --------- | ---- | -------------------- | --------------------- | ---------- | ------ | ------- | ------------------- |
| 1. | 24 lutego | 2001 | American Birkebeiner | 52 km stylem dowolnym | 2:32:53,5  | +9,6 s | 3.      | Gianantonio Zanetel |